# The Bureau of Investigative Journalism
The Bureau of Investigative Journalism (TBIJ) ist ein 2009 gegründeter britischer Journalisten-Verein für „investigativen Journalismus im öffentlichen Interesse“. Es wurde gegründet, um den investigativen Journalismus zu stärken, da die konventionellen Medien aufgrund wirtschaftlicher Sachzwänge nicht mehr in der Lage seien, Machtmissbrauch und Korruption aufzudecken. Das Bureau of Investigative Journalism verfolgt deshalb zwei Ziele: Erstens sollen gründliche investigative Reportagen für Multimedia-Plattformen produziert werden, und zweitens sollen innovative und nachhaltige Finanzierungsmodelle für investigativen Journalismus erforscht werden.

## Organisation und Finanzierung
Am 5. Juni 2009 wurde in London der Investigations Fund gegründet, der kurz darauf von der Potter Foundation des Philanthropen-Ehepaars Elaine und David Potter 2,3 Mio. Euro erhielt, um damit den Verein TBIJ zu finanzieren. Das TBIJ wird vom Centre for Investigative Journalism an der City University London betreut und zählt auf die Mitarbeit prominenter Schreiber wie Nick Davies und Seymour Hersh.
Im September 2009 wurde Iain Overton zum ersten TBIJ-Geschäftsführer ernannt. Ab November 2009 begann die Rekrutierung von bis zu 20 Journalisten.

### Redaktion
- Christo Hird (Chefredakteur)
- Rachel Oldroyd (stellv. Chefredakteurin)

### Verwaltungsrat
- James Lee (Vorsitz)
- David Bell
- George Brock
- Ray Fitzwalter
- Geoffrey Robertson QC
- David E. Potter CBE
- Elaine Potter

### Beirat
- Ray Fitzwalter (Vorsitz)
- Elaine Potter
- George Brock
- Anthony Barnett
- Isabel Hilton
- Gavin MacFadyen

## Reportagen
Die erste über mehrere Wochen laufende Reportage wurde am 24. April 2010 zum Thema „Löhne im öffentlichen Dienst“ gestartet. Geplant sind 4–5 große Reportagen pro Jahr. Die Reportagen sollen – im Gegensatz zum honorarfreien Creative-Commons-Modell des Vorbilds ProPublica in den USA – an Zeitungen und Magazine verkauft werden, um TBIJ damit langfristig selbst zu finanzieren.
Im August 2011 veröffentlichte TBIJ einen Bericht zu den Drohnenangriffen in Pakistan. Das Büro erweiterte sein Berichterstattung über Drohnenangriffe bis Juli 2019 um Jemen, Somalia und Afghanistan.

## Newsnight-Skandal
Ende 2012 verließ der damalige Chefredaktor Angus Stickler TBIJ, nachdem er Alistair McAlpine fälschlicherweise des sexuellen Kindesmissbrauch verdächtigt hatte. Auch der damalige Geschäftsführer Ian Overton trat zurück.